# Chytra (olla)

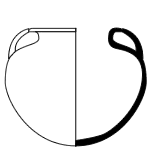
Sección del perfil de una chytra

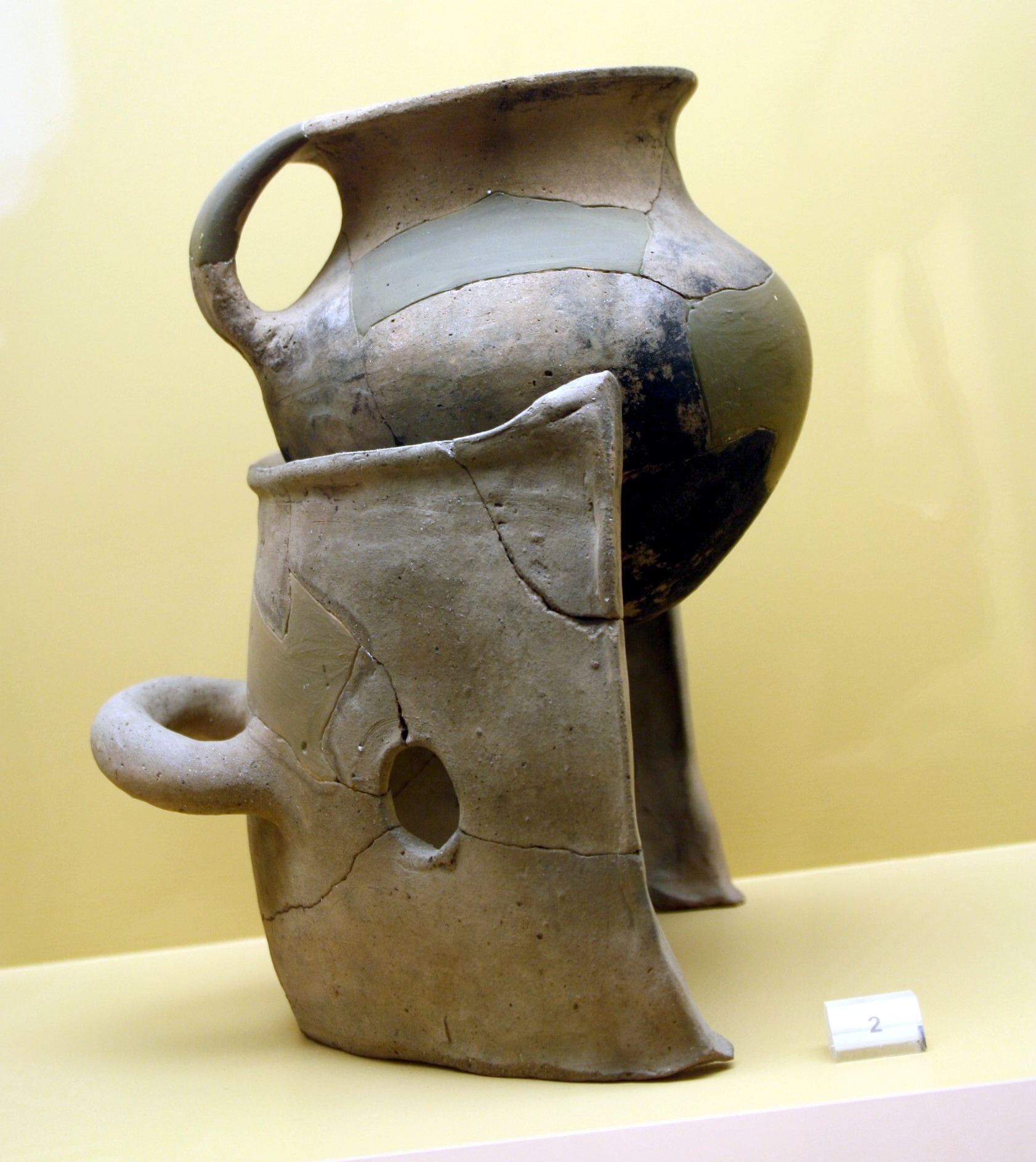
Chytra sobre un brasero, ejemplar en el Museo del Ágora de Atenas

Chytra (en griego antiguo «Χύτρα») Jytra o jitra, es un utensilio de cocina de la Antigua Grecia, dentro de la tipología cerámica de las ollas y los pucheros de la cerámica tradicional. Tiene una variante similar en el chytridion. Tanto Caro Bellido como Fatás y Gonzalo Borrás, la describen como una olla panzuda y sin asas, pero a menudo con tres pies, para que se sujete en el fuego sobre las brasas, similar al «lasanum» con pie de trípode.
En el Museo Británico se describe como «olla de cocción de cerámica sin esmaltar con un cuerpo redondeado, un borde que se extiende y un asa de correa desde el borde hasta el hombro». Diferentes arquetipos de esta vasija se recuperaron en las excavaciones realizadas en la isla de Egina, y datadas entre 480-470 a. C. Por su uso, más que por su morfología, se asocia con el lopas y el lopadion.
Aparece mencionado por Ateneo en El banquete de los eruditos, como variedad del kakkabe.